# 鄧寧-克魯格效應

大学考试中平均自我感知表现和平均实际表现之间的关系。红色区域显示出低绩效者有高估自己能力的倾向。尽管如此，低绩效者的自我评估还是低于高绩效者。

鄧寧-克魯格效應（英語：Dunning-Kruger effect），簡稱鄧克效应或达克效应（DK effect），亦有人稱井蛙現象，是一种认知偏差，能力欠缺的人有一种虚幻的自我优越感，错误地认为自己比真实情况更加优秀。美國康乃爾大學的社會心理學家大衛·鄧寧和賈斯汀·克魯格将其归咎于元认知上的缺陷，能力欠缺的人无法认识到自身的无能，不能准确评估自身的能力。他们的研究还表明，反之，非常能干的人会低估自己的能力，错误地假定他们自己能够很容易完成的任务，别人也能够很容易地完成。但能力欠佳的人對自己能力的評估並不比能力較佳的人高。鄧寧和克魯格于1999年在实验中首次观测到此认识偏差，他們通过对人们阅读、驾驶、下棋或打网球等各种技能的研究发现：
1. 对特定任务不熟练的人通常会高估自己的技能水準，但他们自我能力的评估仍然会低于能力强的人；[來源請求]
2. 对特定任务不熟练的人不能正确认识到其他真正有此技能的人的水準；[來源請求]
3. 对特定任务不熟练的人无法认知且正视自身的不足，及其不足之极端程度；[來源請求]
4. 如果对特定任务不熟练的人能够经过恰当训练大幅度提高能力水準，他们最终会认知到且能承认他们之前的无能程度。[來源請求]

鄧寧和克魯格认为这种效应是由于能力欠缺者的内在错觉和能干者对外界的错误认知：“无能者的错误标度源自于对自我的错误认知，而极有才能者的错误标度源自于对他人的错误认知。”
在流行文化中，邓宁-克鲁格效应经常被误解为低智商人群的普遍过度自信，而不是对特定任务不熟练的人的特定过度自信。

## 研究
邓宁-克鲁格效应這種心理學現象在鄧寧和克魯格的研究《论无法正确认识能力不足如何导致过高自我评价》中被認為是一種認知偏誤。
其他對於此現象的研究如《為何人們無法認知自身能力的不足》，指出人們對自己某領域能力的錯誤評價，來自對於該領域評斷標準的無知。鄧寧和克魯格也指出，當人們接受任務訓練，如解益智拼圖時，會使他們更準確地認知到自己是否擅長該技能。
在論文《Self-insight: Roadblocks and Detours on the Path to Knowing Thyself》中，鄧寧描述達克效應為「日常生活中的病覺缺失症」，該術語原為一種神經疾病，指失能者拒絕承認他的功能缺失。他說道：「若你能力不足，你並不會認知到自身的不足。」
在2011年鄧寧寫下了他對知識明顯貧乏者的觀察，他們缺乏認知到自已不足的能力，因此儘管他們不斷犯錯，依然認為自己相當能幹。2014年鄧寧與赫爾澤（Erik G. Helzer）描述達克效應為「能力差者不夠格認識到自己的不足」。

## 获得奖项
鄧寧和克魯格因为他们的论文《论无法正确认识能力不足如何导致过高自我评价》，被授予2000年的搞笑諾貝爾獎心理学奖。